# 混合ガス
混合ガス（こんごうガス）とは、各種高純度ガスを原料とし、それらを混合したガス。

## 溶接における混合ガス
溶接、特にアーク溶接において、溶接部に空気が混入することを避けるために混合ガスが用いられることがある。溶接で溶融している金属に空気が接すると、大量の窒素が金属の中に溶け込む。溶融金属が凝固する際、この窒素が一気に析出し泡となってそのまま固まってしまう。この状態になると溶接部分の機械的強度が著しく低下し、接合部分が非常にもろくなってしまう。そのため空気中でアーク溶接を行うには何らかの方法で空気と溶接部を遮断する必要があるのである。このように溶接部を空気から遮断するために用いられるガスのことをシールドガスと呼ぶ（シールドガスのアーク溶接における役割、機能についてはシールドガスおよびアークとシールドガスに詳述）。
シールドガスとして用いられる混合ガスとしては、不活性ガス（アルゴンなど）と二酸化炭素の混合ガスが有名である。この混合ガスを用いて行うアーク溶接を特にマグ溶接と呼ぶ。

## 半導体製造における混合ガス
半導体製造において、ウェハー上の結晶を促進させるなどさまざまな目的で混合ガスが使用される。半導体製造で用いられる混合ガスの種類は1万を超え、それらのほとんどが人体にとって有害なガスである。よってその取り扱いには細心の注意を払う必要がある

## 潜水における混合ガス
潜水において、潜水時の酸素中毒や窒素中毒を防止あるいは軽減し、または減圧症に対するリスクを軽減するため、目的や潜水深度に応じて使用される普通の空気以外の呼吸用ガスを混合ガスと呼ぶ。また混合ガスを使用する潜水を混合ガス潜水と呼ぶ。

### 種類
比較的よく使用される混合ガスには、ヘリウムと酸素を混合したヘリオックス (HELIOX)、窒素と酸素を混合した（普通の空気よりも酸素の割合が多い）ナイトロックス (NITROX)、ヘリウム、窒素、酸素の3つを混合したトライミックス (TRIMIX) の3種類がある。それ以外、アルゴンと酸素を混合したアルゴックスや水素と酸素を混合したハイドロックスなど試験段階の混合ガスもある。

#### ヘリオックス
ヘリオックスとは、ヘリウムと酸素の混合気体の名称である。人工的に合成した呼吸ガスで、通常は窒素酔いが発生する45メートル以深の深度で使用し、その深度に合わせて酸素分圧を調整する。酸素分圧は UPTD（Unit of Pulmonary Toxic Dose、肺毒性単位）を考慮して混合される。不活性ガスであるヘリウムは、窒素と比較して体内へのとけ込みは早く、また体外への排出が遅いため、短時間あるいは浅い深度での潜水では、空気潜水（普通の空気を使用した一般的な潜水）よりも減圧停止時間が長くなる場合がある。ヘリウムは熱伝導率が高く使用時間によって体温の保持を考慮（ホットウォータースーツの使用が一般的で、極寒地では呼気を暖めるためガスヒーターを用いる）する必要がある。大深度においては、高圧神経症候群等も考慮する必要がある。またヘリウムを大量に産出する北米を除けば、ヘリウム自体が非常に高価なため、ヘリオックスを使用する潜水は、潜水ベルを使用したバウンス潜水や、DDC等を使用した飽和潜水等のシステム潜水が主である。閉鎖式スクーバや半閉鎖式スクーバ、あるいは送気式潜水では、ダイバーが吐き出したガスを回収するホースを付加（大循環）していたが、機器トラブルや管理が煩雑であるため呼気中のヘリウムを再利用できる形で使用するのは商業潜水においては一般的ではない。

#### ナイトロックス
ナイトロックスとは、窒素と酸素の混合気体の名称である。一般に空気より酸素分圧を高め高圧環境下における不活性ガスの解け込みを減少させる目的で使用する。しかし酸素中毒、毒性等の問題があり水深20 - 30メートル程度で使用するのが一般的で無減圧時間の延長と減圧停止時間の短縮を目的として使用する混合ガスである。たとえば一般的に使用される酸素32 %窒素68 %のナイトロックスを使用した潜水では、水深37メートルにおける窒素分圧が通常の空気潜水における水深31メートルに相当することとなり、タンクを用いたスキューバ式潜水では減圧時間の短縮により潜水時間を長くとることが出来る。言い換えるとナイトロックスを使用することによりある一定に条件下では水中での活動時間を長くすることが出来る。したがって潜水時間と減圧時間の比率に限ると空気を使用して潜水する場合に比較して減圧症に罹るリスクを若干ではあるが軽減出来ることになる。しかし前述のナイトロックスを使用した場合、水深40メートルを超えると酸素分圧が1.6気圧を超えるのでこのガスの使用深度は最大でも水深40メートル、理想的には酸素分圧が1.4気圧におさまる水深33メートルまでにすべきでそれを超えて使用する場合は急性酸素中毒等のリスクを十分に承知した上で使用すべきである。使用するガスが酸素と窒素というごく一般的なガスであるため、他の混合ガスと比べ非常に安価に製造できるという利点があるが、あくまで人工的に製造した呼吸ガスであることを理解して使用すべきである。ガスの製造にあたっては国家資格と許可を得た製造施設が必要で人工的に製造する呼気ガスの混合方法、検査方法など専門知識が必要であるためこの点を注意すべきである。

#### トライミックス
トライミックスは、ヘリオックスの欠点である高圧神経症候群を回避する目的で、鎮静作用をもたらす窒素を添加したものである。高価なヘリウムを節約できるのでテクニカルダイバーの主流になる混合ガスになる。
窒素酔いを回避する為、水深40メートル以上の比較的浅い水深より使われることも多くなった。
また水深130メートル以上の大深度潜水においてはトライミックス潜水が一般的である。

### 用法
混合ガスを使用してとくに大深度へ潜水する場合には、深度に応じて呼吸する混合ガスの組成を変えることも必要になる。
たとえば水深150メートルまで潜水する場合、水深150メートルで酸素分圧を1.4気圧以下に抑えるためには酸素濃度9 %以下の混合ガスを使用する必要がある。しかし、低酸素濃度の混合ガスを水面近くで呼吸すればただちに酸素欠乏を起こす。つまり、深いところでは酸素中毒の防止のため酸素の割合が低い混合ガスを使用し、浅いところでは減圧停止の時間を短くする意味でもできるだけ酸素の割合が高い混合ガスを使用する必要がある。
閉鎖式スクーバでは酸素分圧は設定した範囲に自動的に調整されるが、半閉鎖式スクーバや一般の開放式スクーバを使用する場合使用中に酸素分圧を変更することはできないので、深度別に何種類もの混合ガスのタンクを携行するか、あらかじめ必要な深度に必要な混合ガスのタンクをロープなどで固定しておく必要がある。

### 普及
混合ガスを使用した潜水には高度の知識と訓練が必要なうえ、とくに日本ではヘリウムが非常に高価なこともあり、比較的安価で安全性も高いナイトロックスを除きレクリエーショナルダイビングで混合ガスが使用されることはほとんどない。